# جودة الرعاية الصحية
جودة الرعاية الصحية هي مستوى القيمة (الاهتمام) الذي يقدمه أي مصدر من مصادر الرعاية الصحية تبعاً لما تحدده بعض الإجراءات. كما حال الجودة في أي مجال آخر، فإنها عبارة عن تقييم ما إذا كان شيء ما جيداً بشكل كاف وإذا كان ملائماً للغرض منه. إن الهدف من الرعاية الصحية هو تقديم الموارد الطبية عالية الجودة إلى جميع من يحتاجها; وذلك من أجل ضمان جودة جيدة للحياة، ومعالجة الأمراض حيثما أمكن، إمداد متوسط العمر المتوقع وما إلى ذلك. يستخدم الباحثون العديد من مقاييس الجودة بهدف محاولة تحديد جودة الرعاية الصحية، وتشمل تلك الإجراءات عدد مرات التخفيض على العلاج أو تخفيف الأمراض المحددة من قبل التشخيص الطبي، وانخفاض عدد عوامل الخطر بالنسبة إلى الأشخاص الذين يتبعون رعاية وقائية، أو استخدام استطلاع رأي بالمؤشرات الصحية مع الأشخاص الذين يحصلون على أنواع معينة من الرعاية.

## التعريف
يشير مفهوم جودة الرعاية الصحية إلى المستوى الذي تُزيد فيه خدمات الرعاية الصحية المقدمة للأشخاص أرجحية النتائج الصحية المرغوبة. تلعب جودة الرعاية دوراً هاماً في وصف المثلث الحديدي للرعاية الصحية والذي يحدد العلاقات المعقدة بين الجودة، والتكلفة وسهولة الحصول على الرعاية الصحية في المجتمع. يقيس الباحثون جودة الرعاية الصحية من أجل تحديد المشكلات الناتجة عن الإفراط في استخدام الموارد الصحية أو قلة أو إساءة استخدامها. في عام 1999، أطلقت الأكاديمية الوطنية للطب بالولايات المتحدة الأمريكية ست نطاقات لقياس ووصف جودة الرعاية الصحية:
1. الأمن- تجنب إصابة المرضى من الرعاية التي تهدف إلى مساعدتهم.
2. الفاعلية- تجنب الإفراط في الرعاية أو إساءة استخدامها.
3. التركيز على المريض- تقديم الرعاية الخاصة باحتياجات المريض.
4. في الموعد- تقليل وقت الانتظار والتأخيرات الضارة بالمرضى وبمقدمي الرعاية.
5. - الكفاءة- تجنب تبديد المعدات، والمؤن، الأفكار والطاقة.
6. - الإنصاف- تقديم الرعاية بحيث لا تختلف باختلاف الخصائص الشخصية الجوهرية.

في حين أنه من الضروري تحديد تأثير التدخلات البحثية الخاصة بالخدمات الصحية، فإن قياس جودة الرعاية يطرح بعض التحديات نتيجة للعدد المحدود من النتائج القابلة للقياس. تصف المقاييس التركيبية قدرة مزودي الخدمات على توفير رعاية عالية الجودة، وتصف المقاييس العملية الأنشطة التي يقوم بها مزودي الخدمات بهدف الحفاظ على أو تحسين الصحة المجتمعية، وأيضاً تصف مقاييس النتائج تأثير تدخل الرعاية الصحية. علاوة على ذلك، نتيجة للوائح الصارمة المفروضة على أبحاث الخدمات الصحية، فإن مصادر البيانات دائماً ما تكون ناقصة.
يمكن إجراء تقييم جودة الرعاية الصحية على مستويين مختلفيين: المستوى الأول يتعلق بالمريض نفسه والمستوى الثاني يتعلق بالسكان. في المستوى الأول المتعلق بالمريض نفسه، أو المستوى الجزئي، فإن التقييم يركز على وقت تقديم الخدمات وتأثيراتها اللاحقة. وفي مستوى السكان، أو المستوى الكلي، فإن تقييمات جودة الرعاية الصحية تشمل على مؤشرات مثل متوسط العمر المتوقع، ومعدلات وفيات الأطفال، والحوداث، وانتشار أوضاع صحية معينة.
تقيس تقييمات الجودة تلك المؤشرات مقابل معيار معمول به، وقد يكون من الصعب تحديدها في الرعاية الصحية. يختلف تأمين الجودة عن تقييم الجودة وهو قائم على مبادئ إدارة الجودة الشاملة (TQM)، حيث تُعد طريقة لاستخدام مقاييس تقييم الجودة على نظام واسع النطاق من أجل تقديم رعاية عالية الجودة ومستمرة في التطور.

## طرق التقييم والتحسين
يُعد النموذج المجرد «نموذج دونابيديان» النظام الشائع لتقييم جودة الرعاية الصحية ويحدد ثلاث نطاقات يمكن من خلالها تقييم جودة الرعاية الصحية وهم: البنية، العملية والنتائج. ترتبط الثلاث نطاقات بشدة وهم قائمون على بعضهم البعض، حيث التطورات في البنية والعملية غالباً ما يتم ملاحظتها في النتائج. هناك بعض النماذج على التطوير في العملية مثل: المبادئ التوجيهية للمارسات العلاجية السريرية، وتحليل كفاءة التكاليف، وإدارة المخاطر والتي تتكون من خطوات احترازية لتجنب الأخطاء الطبية.
تحدد كفاءة التكاليف، أو فاعلية التكاليف، ما إذا كانت أرباح الخدمة تتجاوز التكاليف المتكبدة لتوفير الخدمة. أحياناً ما تكون خدمة الرعاية الصحية ليست فعالة من حيث التكلفة نتيجة للإفراط في استخدامها أو قلة استخدامها. يحدث الإفراط في الاستخدام عندما تختلط قيمة الرعاية الصحية بالموارد المهدرة، مما يؤدي إلى حرمان شخص أخر من الفوائد المحتملة عند الحصول على الخدمة. تفوق تكاليف أو مخاطر المعالجة الفوائد في الرعاية الصحية المفرطة. وعلى نقيض ذلك، فإن قلة الاستخدام تحدث عندما تفوق فوائد المعالجة المخاطر والتكاليف ولكن لا يتم استخدامها. وهناك نتائج صحية سلبية محتملة عند قلة الاستخدام. ومثال على ذلك، قلة الكشف المبكر عن مرض السرطان وتقديم العلاج يؤدي إلى انخفاض معدلات النجاة من مرض السرطان.
يُعد سبيل الرعاية من أدوات إدارة الحالة القائمة على النتائج والمركزة على المريض والتي تتخذ نهجاً متعدد التخصصات من خلال «تسهيل تنسيق الرعاية بين الأقسام السريرية ومقدمي الرعاية». يستخدم مديري الرعاية الصحية سبيل الرعاية كطريقة لتقليل اختلاف الرعاية، وتقليل استخدام الموارد وتحسين جودة الرعاية. إن استخدام سبيل الرعاية بهدف تقليل التكاليف والأخطاء يعمل على تحسين جودة الرعاية من خلال توفير نهجاً منظماً لتقييم نتائج الرعاية الصحية. إن تقليل الاختلافات في أنماط الممارسة يعمل على تعزيز التعاون المتطور بين ممثلي التخصصات المتعددة في نظام الرعاية الصحية.

### منظور العاملين في مجال الصحة
يمكن الحكم على جودة الرعاية الصحية التي يقدمها العاملين في مجال الصحة من خلال نتائجها، والأداء التقني للرعاية والعلاقات بين الأشخاص.
إن النتائج هي التغير الذي يطرأ على صحة المريض مثل تقليل الآلم، الانتكاسات أو معدلات الوفيات. يمكن قياس الاختلافات الكبيرة في النتائج من أجل مزودي الخدمات الطبية الفرديين، ويمكن دراسة الاختلافات الصغيرة من خلال دراسة المجموعات الكبيرة مثل الأطباء ذو مكانة كبيرة أو صغيرة. تم إطلاق مبادرات هامة من أجل تحسين جودة الرعاية الصحية وتشمل على المبادئ التوجيهية للمارسات العلاجية السريرية، وكفاءة التكاليف، وسبيل الرعاية وإدارة المخاطر.
المبادئ التوجيهية للمارسات العلاجية السريرية «الأداء التقني»: هي المدى التي يعمل به العاملين في مجال الصحة من أجل أفضل الممارسات المحددة في المبادئ التوجيهية الطبية. إن المبادئ التوجيهية للمارسات العلاجية السريرية، أو المبادئ التوجيهية للمارسات الطبية، هي بروتوكولات (اتفاقيات) قائمة على أسس علمية تهدف إلى مساعدة مزودي الخدمات على تبني نهج «الأداء الأفضل» في تقديم الرعاية في للأوضاع الصحية المعينة. يساهم توحيد ممارسات الطب في تحسين جودة الرعاية من خلال تعزيز التكاليف الأقل والنتائج الأفضل. من المفترض لمزودي الخدمات الذين يتبعون المبادئ التوجيهية الطبية أن يقدموا أفضل رعاية وأمل أكثر بنتائج جيدة. يتم الحكم على الأداء التقني من منظور الجودة دون اعتبار النتائج الفعلية- لذا على سبيل المثال: إذا قام الطبيب بتقديم الرعاية وفقاً للمبادئ التوجيهية لكن صحة المريض لم تتحسن، لذا من خلال ذلك المقياس، فإن جودة «الأداء التقني»، تظل مرتفعة. على سبيل مثال، وجدت مؤسسة كوكرين أن الحاسب الآلي الذي يقوم بالتذكيرات عمل على تحسين التزام الأطباء بالمبادئ التوجيهية وبمستوى الرعاية; ولكن ليست هناك أدلة كافية لتحديد ما إذا كان لذلك تأثير على النتائج الصحية المركزة على المريض أم لا.
إدارة المخاطر: تتكون من «جهود احترازية من أجل تجنب الأحداث السلبية المتعلقة بالرعاية السريرية» وتركز على تجنب الإهمال الطبي. إن العاملين في مجال الصحة لا يتم استثنائهم في الدعاوى القضائية; لذا، أطلقت منتظمات الرعاية الصحية مبادرات من أجل وضع بروتوكولات (اتفاقيات) خاصة بتقليل الدعاوى القضائية المتعلقة بالإهمال. يمكن أن يسفر الإهمال عن الطب الوقائي، أو يؤدي إلى تهديد بالدعاوى القضائية، حيث من شأنه أن يشكل خطراً على سلامة ورعاية المريض من خلال التسبب في المزيد من الاختبارات والمعالجات. يُعد طلب التصوير الإشعاعي المكلف من أشكال الطب الوقائي الأكثر استخدماً على نطاق واسع. ومع ذلك، فإن السلوكيات الوقائية من شأنها فعلياُ تقليل فرص الحصول على الرعاية وتشكل مخاطر من أذى جسدي. هناك العديد من الأطباء المتخصصين يطلبون من المرضى بذل من المزيد، مثل استخدام الاختبارات التشخيصية غير الضرورية، نتيجة لمخاطر الإهمال. وبالمقابل، من الضروري على وجه التحديد أن تقوم مناهج إدارة المخاطر بتوظيف مبادئ كفاءة التكاليف مع توحيد المبادئ التوجيهية للمارسات العلاجية وسبيل الرعاية.

### منظور المريض
تُعد استطلاعات الرأي الخاصة برضا المريض هي المقياس النوعي الرئيسي لمنظور المريض. قد لا يكون للمرضى رأي طبي يتعلق بالأطباء وغالباً ما يحكموا على الجودة بناء على اهتمامات وسلوكيات الممارس من بين أمور أخرى. ونتيجة لذلك، أصبحت استطلاعات الرأي الخاصة برضا المرضى بمثابة مقياس لجودة الرعاية مثير للجدل بعض الشيء. يؤكد المؤيدون أن استطلاعات الرأي الخلصة بالمرضى من شأنه أن توفر التغذية الرجعية اللازمة للأطباء من أجل المساعدة في تطوير (تحسين) ممارساتهم. إضافة إلى ذلك، كثيراُ ما يرتبط رضا المريض بمشاركته في إتخاذ القرار ومن شأنه أن يحسن من الرعاية المركزة على المريض. من شأن تقييم المرضى أن يحدد فرص التطوير (التحسين) في الرعاية، وتقليل التكاليف، ومراقبة أداء الخطط الصحية وتوفير مقارنة بين مراكز الرعاية الصحية. ومن ناحية أخرى، فإن المعارضين لاستطلاع الرأي الخاص برضا المرضى غالباً ما يثيرهم الارتياب حول مصداقية البيانات، حيث النفقات لا تبرر التكاليف وأن ما يتم قياسه ليس بمؤشر جيد للجودة.
تستند 30% من تعويضات الرعاية الطبية بوزارة الصحة والخدمات البشرية بالولايات المتحدة الأمريكية على نقاط استطلاع الرأي الخاص برضا المرضى، ويعرف ذلك باسم "تقييم مستهلكي المستشفيات من أنظمة ومزودي خدمات الرعاية الصحية". بدء من عام 2012، عمل قانون الرعاية الصحية الأمريكي على تنفيذ سياسة خصم 1% من إجمالي تعويضات الرعاية الصحية- قرابة 85 مليون دولار أمريكي- من المستشفيات (وتلك النسبة تتضاعف في عام 2017). كل عام، فإن المستشفيات التي لديها نقاط عالية من رضا المرضى ومقياس للمعايير الأساسية المحددة للرعاية هي فقط من ستسترد تلك الأموال، وستتلقى المستشفيات ذات أعلى أداء على الإعانات الحكومية".

### المنظور التكنولوجي والأمني
قد تؤثر التكنولوجيا أيضاً على انطباع المرضى حول جودة الرعاية الصحية. أظهر استطلاع رأي لمرضى السرطان في عام 2015 أن من لديهم مواقف إيجابية أكثر ناحية أدوات المعلومات الصحية من مزودي الخدمات، استخدموا الأدوات أكثر وبالتالي كان لديهم إدراك أعلى بجودة الرعاية من مزودي الخدمة. وأظهر نفس الاستطلاع للرأي أن هؤلاء من يرون أن أفعال مزودي الخدمات تمتاز بأمان أكثر ولديها مستوى أدنى من مراعاة الخصوصية فإنهم أكثر عرضة ليكون ديهم موقف إيجابي ناحية أدوات المعلومات الصحية من مزودي الخدمات الصحية وبالتالي يزداد إدراكهم بالرعاية التي يتلقونها.

## تاريخ جودة الرعاية الصحية في الولايات المتحدة الأمريكية
في وقت مبكر من القرن التاسع عشر ميلادياً، تم تنفيذ تدخلات تحسين جودة الرعاية الصحية من خلال مجهود يهدف إلى تحسين نتائج الرعاية الصحية. ولاحقا، تم تطوير الرعاية الصحية في تسعينيات القرن الماضي من خلال تطورات ملحوظة في مجال الجودة الحديث حيث بدأت تلك التطورات في أواخر سيتينيات القرن الماضي.
في بدايات القرن العشرين، أقترح الطبيب إرنست كودمان بمستشفى ماساتشوستس العام مقياس يتعقب كل مريض بالمستشفى من أجل تحديد فاعلية معالجتهم. إن مقترحه، الخاص بنظام تعقب رعاية المرضى بهدف تحديد جودة ومعيار الرعاية الصحية بالمستشفى، جعله واحداً من أوائل المؤيدين لجودة الرعاية الصحية. بعد ذلك بوقت قصير، ومتأثرة بأعمال الطبيب كودمان، تم تأسيس كلية الجراحين الأمريكين (ACS). وفي عام 1918، طورت كلية الجراحين الأمريكين الحد الأدنى المعياري للمستشفيات وكان مكون من صفحة واحدة. ونتيجة للحد الأدنى المعياري للمستشفيات في عام 1918، بدأت كلية الجراحين الأمريكين بإجراء تفتيشات موقعية بالمستشفيات من أجل تحديد ما إذا كانت في المستوى. خلال التفتيشات الموقعية الأولى لعدد 692 مستشفى، 13% من تلك المستشفيات فقط هي من توافقت مع الحد الأدنى المعياري.
في عام 1945، قام كل من جوزيف جوران وإدواردز ديمنج بتأسيس تحسين الجودة (QI) كنهجاً رسمياً لتحليل الجهود المنهجية من أجل تحسين الأداء. وعلى وجه التحديد، قام الفيلسوف ديمنج بالتركيز على المستوى الكلي للإدارة والتحسين التنظيمي من خلال نهج الأنظمة. ومن ناحية أخرى، وضع جوران إستراتيجية تخطيط الجودة، ومراقبتها وتحسينها على مستوى كلي. وحث ديمنج على طرح الأسئلة معتقداُ بأن تلك الأسئلة ستعمق فهم المشكلات وستؤدي إلى زيادة الفعالية في التخطيط وإتخاذ الإجراءات. ومن خلال عملهما معاً، أثر عملهما على جودة كل من المنظمات الحكومية والخاصة الأمريكية في العديد من المجالات بدء من الرعاية الصحية والصناعة إلى الحكومة والتعليم.
تأسست اللجنة المشتركة لاعتماد المستشفيات (JCAH) في عام 1951 كمنظمة مستقلة وغير ربحية حيث تقدم الاعتماد الطوعي للمستشفيات التي تتوافق مع الحد الأدنى المعياري. تشكلت اللجنة من خلال القوات المشتركة لكلية الأطباء الأمريكية، وكلية الجراحين الأمريكية، واتحاد المستشفيات الأمريكية، الجمعية الطبية الأمريكية الرابطة الطبية الكندية. في عام 1952، نقلت كلية الجراحين الأمريكية برنامج توحيد المستشفيات بشكل رسمي إلى اللجنة المشتركة لاعتماد المستشفيات. وبدأت اللجنة المشتركة لاعتماد المستشفيات بفرض رسوم من أجل استطلاعات الرأي في عام 1964.
وافق الكونجرس الأمريكي على تعديلات الضمان الاجتماعي لعام 1965 في محاولة لمنح المستشفيات الاعتماد الرسمي من قبل اللجنة المشتركة لاعتماد المستشفيات (JCAH) «الوضع التصنيفي للمستشفى». كما أن نفس تلك المستشفيات تم اختيارها لتلبيتها المتطلبات اللازمة للمشاركة في البرنامجين الفيدراليين بالولايات المتحدة الأمريكية ميديكير وميديكيد (برنامجي الرعاية الصحية والخدمات الطبية). وحتى عام 1966 عندما نشر الطبيب افيدس دونابيديان بحثه عن «تقييم جودة الرعاية الصحية»، فإن دراسة جودة الرعاية الصحية كانت قائمة على بنية (مثل: الترخيص، ومستويات التوظيف والاعتماد). أظهر دونابيديان منظور جديد في تحليل جودة الرعاية الصحية كان قائماً على البنية، والعملية والنتائج.
قامت الجمعية الوطنية الأمريكية للعلوم بتأسيس معهد الطب هي ما كان يسمى سابقًا معهد الطب (IOM) (ما يُعرف حالياً باسم الأكاديمية الوطنية للطب في عام 1970. كان المعهد بمثابة مستشاراً علمياً مستقلاً غير ربحي وتم إنشائه من أجل تطوير قطاع الصحة على النطاق المحلي. تم تشكيل منظمة اعتماد الرعاية الصحية المتنقلة (AAAHC) في عام 1970 بهدف تحسين جودة الرعاية الصحية التي يتم تقديمها للمرضى من قبل منظمات الرعاية الصحية المتنقلة وذلك من خلال وضع المعايير لاعتماد الرعاية الصحية المتنقلة، مماثلة للجنة المشتركة لاعتماد المستشفيات (JCAH). وتم تأسيس وكالة أبحاث وجودة الرعاية الصحية (AHRQ) في عام 1989 بهدف تحسين جودة، وسلامة، وفاعلية الرعاية الصحية من خلال الأبحاث.
في عام 1990، تم توكيل اللجنة الوطنية لضمان الجودة (NCQA) بمنح برامج الاعتماد لمنظمات الرعاية الناجحة. تم تأسيس اللجنة كلجنة مستقلة وغير ربحية مخصصة لتحسين جودة الرعاية الصحية من خلال الاعتماد وقياس الأداء. وفي عام 1991، تم تأسيس معهد دونالد بيرويك لتحسين الرعاية الصحية (IHI). وعوضاً عن تركيزه على تحسين جودة الرعاية الصحية المحلية فقط، قام المعهد بإطلاق حملات محلية وعالمية لنفس الهدف. ونتيجة لتوجيه التركيز على كون المريض مستهلكاً، فإنه تم تأسيس المؤسسة الوطنية لسلامة المرضى في عام 1996. وفي عام 1998، تم إنشاء منظمة فريق العمل من أجل تنسيق الجودة بين الوكالات (QUIC) وكان بتوجيه رئاسي وذلك بهدف تعزيز التنسيق بين الوكالات الفيدرالية التي تعمل من أجل تحسين جودة الرعاية الصحية. عندما قام معهد الطب (IOM) بنشر تقرير تحت عنوان "To Err Is Human" (قلة التعلم أمراً خطيراً) يكشف فيه ارتفاع معدلات الوفيات نتيجة للأخطاء الطبية الجسيمة، قامت منظمة فريق العمل من أجل تنسيق الجودة بين الوكالات (QUIC) بنشر تقرير سجلت فيه المبادرات التنظيمية والتشريعية التي سعت لتحسين القضايا المتعلقة بالأخطاء الطبية. وأيضاً في عام 1999، تم تأسيس المنتدى الوطني للجودة، وهو منظمة خاصة غير ربحية تهدف لتوحيد معايير تقديم الرعاية الصحية ومقاييس الجودة. وكرد فعل للقضايا التي ناقشها تقرير "To Err Is Human" من أجل سلامة المرضى، أصدرت الولايات المتحدة الأمريكية قانون سلامة المرضى وتحسين الجودة لعام 2005.
في الآونة الأخيرة، أدى التركيز على تحسين الجودة إلى ظهور تكنولوجيا المعلومات في مجال الصحة مثل: السجلات الطبية الإلكترونية والرعاية المركزة على المريض. ونتيجة لذلك، بدأت المراكز الطبية المركزة على المرضى (PCMH) في اكتساب شعبية في عام 2007. وبموجب المراكز الطبية المركزة على المرضى، فإن الرعاية بين الأطباء والمتخصصين في الرعاية الأولية أدت إلى زيادة تنسيق ودمج الرعاية من أجل المرضى. إضافة إلى ذلك، تم استخدام التكنولوجيا من أجل الحفاظ على المعلومات الطبية الشخصية ولتعزيز الجودة والسلامة. ومنذ عام 2007، أظهرت العديد من الدراسات النطاق الواسع لفوائد المراكز الطبية المركزة على المرضى (PCMH) في تحسين جودة الرعاية الصحية.

## المنظمات المحدِدة للجودة
المنظمات المحدِدة للجودة هي المنظمات التي تعمل على وضع المعايير والمقاييس من أجل جودة الرعاية الصحية بما في ذلك الأنظمة الحكومية للصحة; الأنظمة الخاصة للصحة، وبرامج الاعتماد اللازمة لاعتماد المستشفيات، واعتمادات الصحة، أو المستشفيات التي ترغب في الحصول على اعتماد دولي متعلق بالرعاية الصحية; منظمات خيرية (غير ربحية); ومنظمات الأبحاث الصحية. تسعى تلك المنظمات إلى تعريف مفهوم جودة الرعاية الصحية، وقياس الجودة، ثم تقوم بالترويج للقياس المنتظم للجودة من أجل إثبات فاعلية التدخلات الصحية.

### في الولايات المتحدة الأمريكية
وضعت العديد من المنظمات مقاييس من أجل تعريف جودة الرعاية الصحية نتيجة لاختلاف وجهات النظر والتوقعات الحاصة بالجودة بين مزودي الخدمات الصحية، المرضى ودافعي الأموال. أدى هذا الوضع المعقد إلى خلق التحدي نتيجة لكون معظم مقاييس الجودة ليست قابلة للمقارنة بين المنظمات وتلك الأمور قابلة للنقل والدمج بين الأنظمة. وبناء على ذلك، ففي حين يتم قياس جودة الرعاية الصحية من أجل تلك الأسباب، فإن الجودة العالية المطولة توفر إطار جوهري يستطيع الباحثين في الخدمات الصحية العمل عليه.
تصمم مراكز الرعاية الصحية والخدمات الطبية (CMS) تقييمات الجودة وتجمعها، وتدير التمويل لبرامج الرعاية الصحة والحدمات الطبية الحكومية. فبدأت المراكز في عام 2001 بإطلاق العديد من مبادرات الجودة وبما فيها وليس على سبيل الحصر: مبادرة الجودة الصحية المنزلية، وبرنامج مشتريات المستشفيات القائمة على القيمة، وبرنامج تقارير جودة مأوى رعاية المحتضرين، برنامج تقارير جودة مرافق إعادة تأهيل المرضى الداخليين وبرنامج تقارير رعاية طويلة الأمد بالمستشفيات. وأطلقت أيضاً مراكز الرعاية الصحية والخدمات الطبية (CMS) مبادرات لقياس وتحسين جودة الخدمات الطبية وبرنامج التأمين الصحي للأطفال (CHIP) بهدف الاستفادة من الخدمات المقدمة بموجب برنامج الفحص الدوري المبكر، والتشخيص والمعالجة (EPSDT)، ويشتمل ذلك على الخدمات الصحية للأمومة والطفولة، والخدمات المنزلية والمجتمعية، والرعاية الوقائية، والتباينات الصحية، وسلامة المرضى، ومراجعة الجودة الخارجية وتحسين التحويلات الخاصة بالرعاية. ومن أجل التحكم في الجودة على نطاق أوسع، أنشأت مراكز الرعاية الصحية والخدمات الطبية (CMS) برنامج مقارنة المستشفيات وهو برنامج إجراء التقارير العامة والكبيرة، حيث يقوم هذا البرنامج بقياس وإجراء تقارير عن عمليات الرعاية ونتائج العديد من تدخلات الرعاية الصحية بما فيها فشل القلب، الالتهاب الرئوي والاحتشاء الحاد في عضلة القلب.
منظمة أبحاث وجودة الرعاية الصحية (AHRQ) هي منظمة حكومية تقوم بجمع التقارير العامة المتعلقة بتقييم جودة الرعاية الصحية من أجل زيادة سبل السلامة وتحسين جودة الرعاية الصحية. تعمل المنظمة مع وزارة الصحة والخدمات البشرية بالولايات المتحدة الأمريكية من أجل التأكيد على أن الأدلة قد تم استيعابها واستخدامها من قبل المجتمعات الطبية لرفع جودة الرعاية. ومن أجل تحقيق تلك المهمة، تقوم المنظمة بالتعاقد مع العديد من المواقع الفرعية.
قام مركز الرعاية الصحية والخدمات الطبية (CMS) ومنظمة أبحاث وجودة الرعاية الصحية (AHRQ) معاً بإنشاء استطلاع الرأي خاص بتقييم مرتادي المستشفيات حول أنظمة ومزودي الرعاية الصحية (CAHPS). يجمع هذا الاستطلاع للرأي المقاييس غير الموحدة للمنظور المرضى حول العديد من أوجه الرعاية التي يتلقونها في أماكن رعاية المرضى الداخليين. يتم نشر النتائج على الموقع الإلكتروني الخاص ببرنامج مقارنة المستشفيات، النتائج التي قد يتم استخدامها من قبل منظمات وباحثي الرعاية الصحية من أجل تحسين جودة خدماتهم. ومن شأن المشتريين، والمستلهلكين والباحثين أيضاً استخدام تلك البيانات من أجل اختيار خيارات تجارية مستنيرة.
اللجنة المشتركة لاعتماد منظمات الرعاية الصحية (JCAHO) هي منظمة غير ربحية تقوم بتقييم الجودة على مختلف المستويات من خلال تفتيش مرافق الرعاية الصحية لتحديد مدى التزامها بالمبادئ التوجيهية للمارسات العلاجية السريرية، والتزامها بالقواعد واللوائح الخاصة بخبرات ومؤهلات الفريق الطبي، ومراجعة السجلات الطبية من أجل تقييم عمليات الرعاية والبحث عن الأخطاء الطبية، وفحص المباني من أجل عدم خرق قانون السلامة. تقدم المنظمة أيضاً تغذية رجعية وفرص من أجل التطوير، وفي نفس الوقت تصدر تنويه بإغلاق المرافق الغير متوافقة مع المقاييس المحددة لمعايير الجودة.

### في المملكة المتحدة
يتم تمويل الرعاية الصحية في المملكة المتحدة بشكل رسمي من قبل هيئة الخدمات الصحية الوطنية (NHS) وأيضاً يتم تقديم خدمات الرعاية الصحية من خلالها، ويشرف على الجودة عدد كبير من مختلف الهيئات. إن هيشة مونيتور «الرقابة» هي هيئة عامة غير حكومية ممولة برعاية وزارة الصحة بالمملكة المتحدة، وهو القطاع المنظم للخدمات الصحية في إنجلترا. تعمل تلك الهيئة بشكل وثيق مع لجنة جودة الرعاية (CQC) وهي هيئة مستقلة ممولة من الحكومة مسئولة عن الإشراف على جودة وسلامة خدمات الرعاية الصحية والاجتماعية في إنجلترا، وتتضمن المستشفيات، والرعاية المنزلية، وقسم الأسنان، والخدمات الدوائية العامة وخدمات رعاية أخرى. لدى المعهد الوطني للأبحاث الطبية (NIHR) عدد كبير من برامج البنية التحتية من أجل تعزيز الجودة في الرعاية الصحية وتتضمن منظمة التعاون من أجل الريادة في الأبحاث والرعاية الصحية التطبيقية CLAHRCs) ).
إن المهن الطبية في المملكة المتحدة لديها عضوية ومنظمات تنظيمية خاصة بها. ويتضمن ذلك المجلس الطبي العام (GMC)، ومركز التمريض والقابلات، والمجلس العام لطب الأسنان، ومجلس المهن الصحية والرعاية. وهناك منظمات أخرى خاصة بجودة الرعاية الصحية مثل شراكة تحسين جودة الرعاية الصحية (HQIP) وهي شركة خيرية ومحدودة تم تأسيسها من قبل أكاديمية الكليات الطبية الملكية، والكلية الملكية للتمريض، وتحالف الأصوات الوطنية; وهيئة «هيلث ووتش»، وهي هيئة قانونية تعمل مع مجموعات في جميع أنحاء المملكة المتحدة من أجل ضمان أن وجهات نظر المرضى تقبع في صميم القرارات التي تتعلق بنظام الرعاية الصحية.
هناك العديد من مجموعات الخبراء الصحيين مثل: صندوق الملك، ومؤسسة نوفيلد ومؤسسة الصحة يقدمون تحاليل، وموارد وتعليقات حول جودة الرعاية الصحية. في عام 2003، أطلقت مؤسسة نوفيلد ومؤسسة الصحة برنامج مراقبة الجودة «كواليتي ووتش»، وهو برنامج بحثي مستقل يتعقب كيف تتغير جودة الرعاية الصحية في إنجلترا استجابة للمطالب المتزايدة والتمويل المحدد.

### في الهند
بدأت الجهود الخاصة بجودة الرعاية الصحية في اكتساب القوة في الهند. وهناك بعض المنظمات المشاركة في تلك الأعمال مثل: المجلس الوطني لاعتماد المستشفيات ومزودي خدمات الرعاية الصحية (NABH)، وتحالف سلامة المريض، الجمعية المستقلة لمراكز الأطفال (ICHA) والمركز الوطني لموارد النظم الصحية (NHSRC). ويترأس أيضاً معهد العلوم الصحية بعض أعمال جودة الرعاية الصحية في الهند ومنطقة جنوب شرق آسيا.